# The Story of Death SS 1977-1984 - Part Two
The Story of Death SS: 1977-1984 - Part Two è una raccolta dei Death SS, pubblicata nel 2008.

## Descrizione
L'album comprende brani registrati dalla prima formazione, attiva fra il 1977 e il 1984. I pezzi sono presentati in versione live, demo, o registrazioni in sala prove: i brani sono cantati tutti da Steve Sylvester, ad eccezione di The Black Widow, cantata da Paul Chain, e Chains of Death, cantata da Sanctis Ghoram.
La resa sonora della registrazione è anche in questo caso molto scadente, spesso anche meno nitida di quella della prima raccolta.
Venne ristampata in edizione limitata nel 2010, dal Cursed Coven, il fan club ufficiale della band.

## Tracce
1. Kings of Evil (demo-tape, 1982)
2. Terror (live, 1980)
3. Black Mummy (sala prove, 1981)
4. I Love the Dead (sala prove, 1981)
5. Cursed Mama (live, 1980)
6. Black Mummy (live, 1980)
7. Profanation (sala prove, 1982)
8. Buried Alive (sala prove, 1982)
9. Agreement with the Devil (sala prove, 1982)
10. The Night of the Witch (live, 1982)
11. The Black Widow (live, 1983)
12. Chains of Death (live, 1984)

## Formazione
- Steve Sylvester ("Vampire") - voce
- Paul Chain ("Death") - chitarra, voce
- Sanctis Ghoram ("Necromancer") - voce
- Claud Galley ("Zombie") - chitarra
- Danny Hughes ("Black Mummy") - basso
- Tommy Chaste ("Werewolf") - batteria